# Ilhéu das Rolas
Ilhéu das Rolas és un illot de São Tomé i Príncipe, a Àfrica. L'illot es troba a l'Equador, a l'extrem sud de l'illa de São Tomé. Administrativament, pertany al districte de Caué de la província de São Tomé. L'illa és la llar d'un petit complex, el Pestana Equador.
L'activitat econòmica principal i dominant és el turisme, principalment relacionat amb el complex. Hi ha una població permanent d'aproximadament 200 persones que treballa en el sector turístic de l'illa.
L'illa només es pot accedir amb barca des de l'illa de São Tomé.

## Confirmació de la posició equatorial
Carlos Viegas Gago Coutinho (1869–1959), oficial de la Marina Portuguesa, navegant i historiador, va dirigir una missió geodèsica tasca a São Tomé entre 1915 i 1918, quan es van col·locar marques com a base per a una xarxa geodèsica a l'arxipèlag. Després d'això, es van fer observacions sobre la triangulació, el mesurament precís i observacions astronòmiques de base.
En el procés, Gago Coutinho va demostrar que Ilhéu das Rolas és creuat per la línia de l'Equador. El mapa resultant es va publicar en 1919, juntament amb l'Informe de la Missió Geodèsica a l'illa de São Tomé 1915–1918, que oficialment és considerat el primer treball complet de geodèsia pràctica a les colònies portugueses.

## Galeria

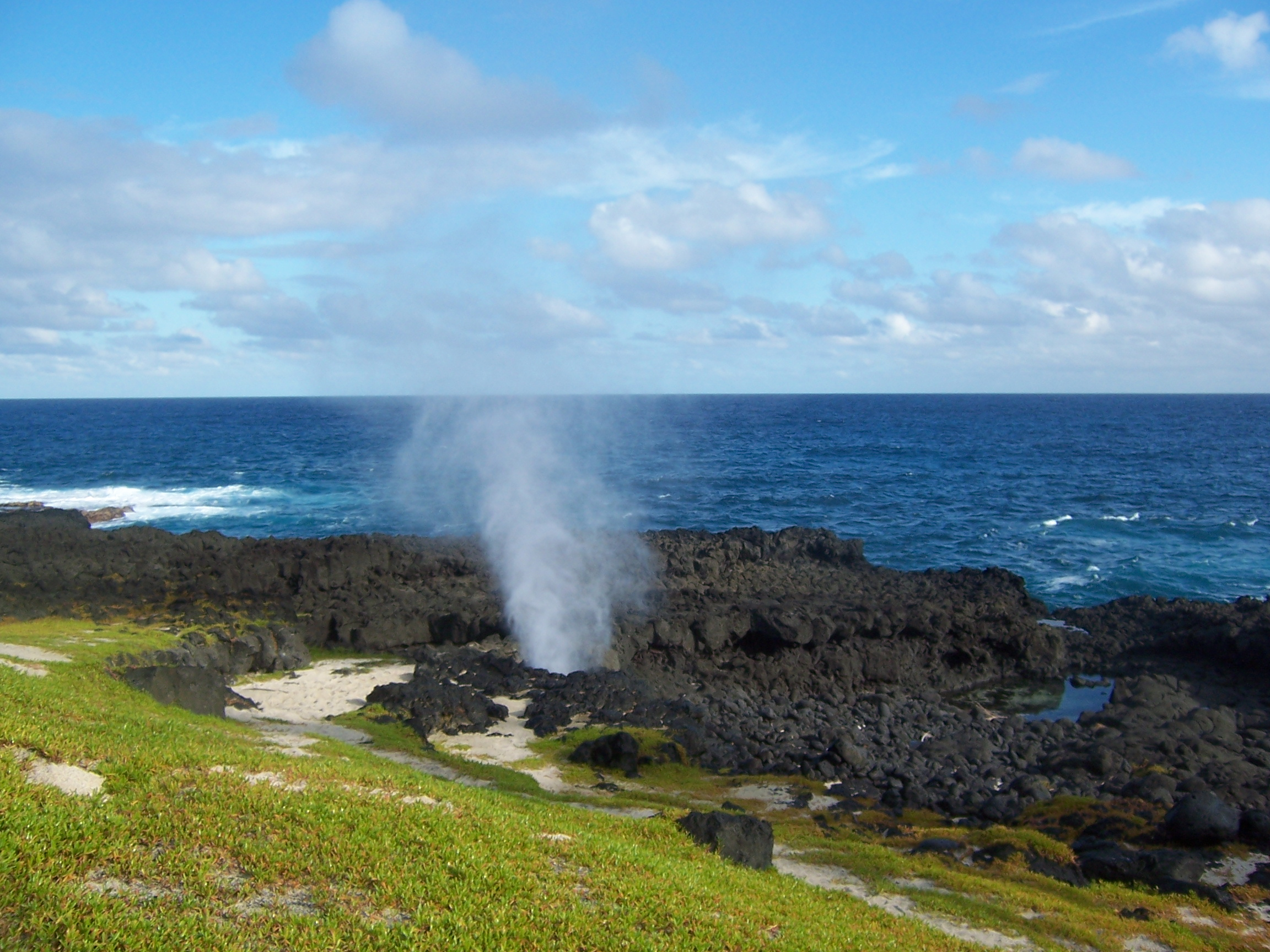
Furnas a Rolas
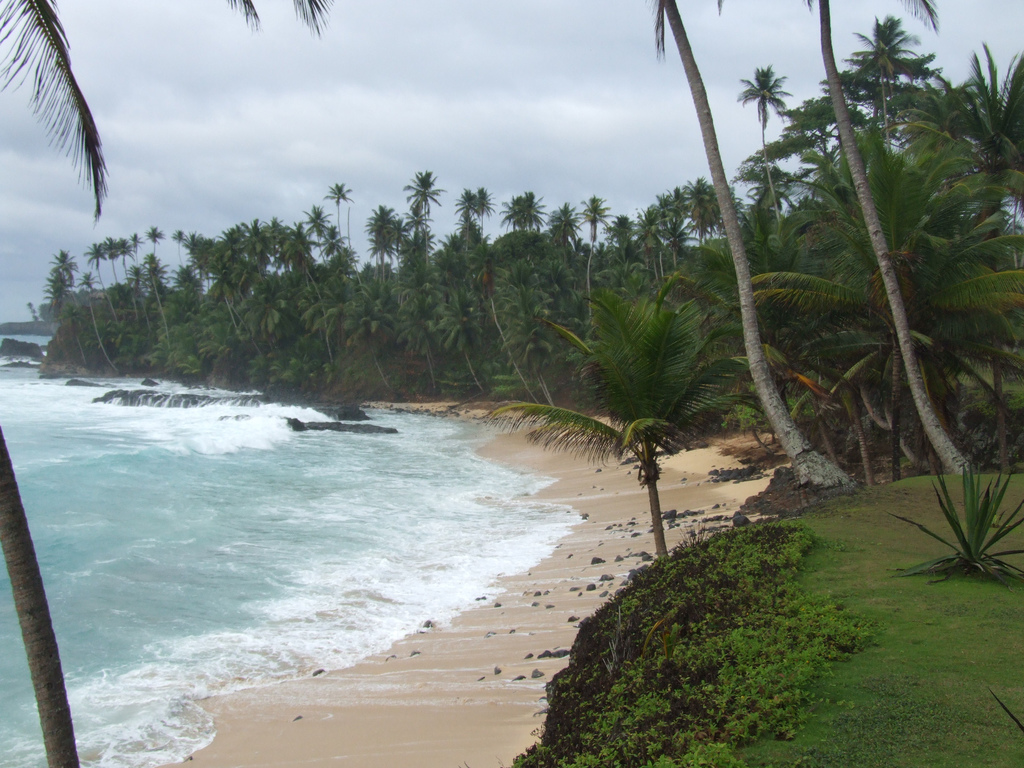
Strand Santo António
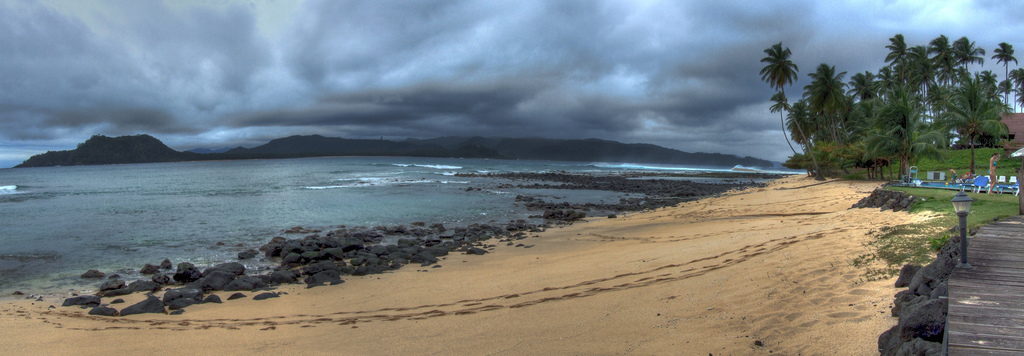
Ilhéu das Rôlas, STP
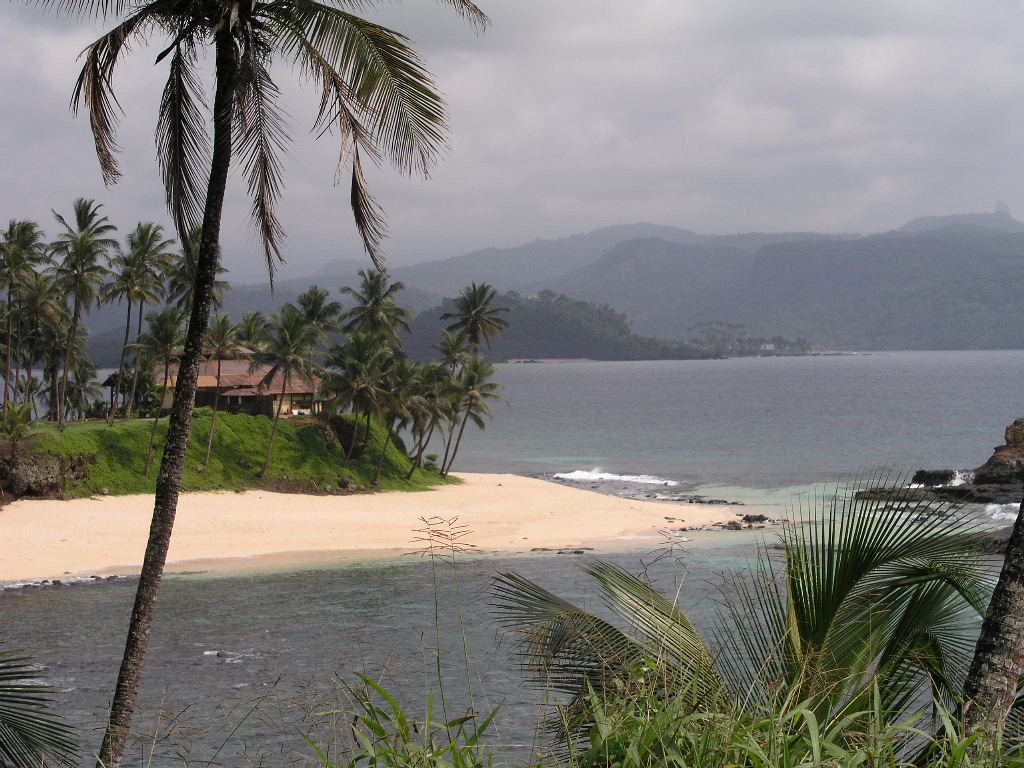
Resort Pestana Equador